# 慰問婦
慰問婦（いもんふ）は、日本占領下の朝鮮において、朝鮮総督府鉄道局が駐在させていた巡回看護を行う女性。
医療機関や設備の少ない沿線駅の従業員家族のために巡回し、妊婦の相談や助産・病気看護を行った。当時の記録では、1936年当時、39人の慰問婦が在籍していた。
同時代、朝鮮における慰問婦（看護婦）の養成は以下の通り。

## 現地看護婦の養成
前身である京釜鉄道時代より、内地の医療組織「同仁会」等の協力を得て主要沿線に嘱託医を擁しており、医師35名を派遣した同仁会の現地医院では韓国医学生、日韓人看護婦及び産婆の養成を行っていた（1907〜10年で平壌同仁医院で日本人5名、朝鮮人8名、安東同仁医院で中国人1名、朝鮮人2名の看護婦を養成した記録がある。）。これら地域での医育事業は同仁会の各病院他、1930年代には京城医学専門学校看護婦養成所などで朝鮮人を含めた医師・看護婦の養成が行われていた。

## 日本人看護婦の減少
また1939年頃から内地から看護学生を募ることが難しくなり朝鮮人学生が増加した。1942年頃には戦況悪化により内地へ日本人看護婦が引き上げようとした証言もあり、当時の朝鮮で中国あるいは朝鮮人の医師・看護婦が医療を支えていた状況がわかる。

## 赤十字の活動
また1918年、日本赤十字が各国赤十字に慰問使として公爵の徳川慶久の一向を派遣し、救護活動の視察や衛生材料の寄贈を行っている。
赤十字の活動では、敵味方国を問わず 篤志看護婦人会による傷病兵慰問を行っていた。世界の赤十字からの派遣や捕虜外国人看護婦の活動もあり、一定数の外国人慰問婦が日赤救護班にて活動していた。

## いわゆる慰安婦との混同
引き揚げ者の証言では、ダンサーホールやカフェの酌婦を「慰問婦」と表現したものがある。ソ連兵の性暴力を抑制することが目的であるが性接待に言及はない。
また朝鮮半島北部で1945年発足の日本人世話会によれば「ソ軍慰安のため」「満洲航空の藤井母子（僅かに露語を解す）」他６、７名のダンスができる婦人が「貞操問題に無関係という保障が出来ぬ」対応をしたというが、露語とダンスが条件であり酌婦としての活動が主で、こちらも性接待の慰安婦との言及はない。
大連赤十字病院では、ソ連兵から傷病兵慰問婦（看護婦）の貞操を守るため看護婦になりすまして「性処理」を提供した公娼がいたことを元院長が証言している。
一般に慰安施設は娯楽（映画、演芸、ダンス、飲食）のため運営されており、そこで働く職業婦人の実態は様々であった。
近年の「人道に対する罪」「戦時性暴力」への関心の高さから、「慰安婦」を広く性的奉仕を強いられた女性とする論もある中、実態を混同して受け止められやすいことは先の通りで、医療従事婦人「慰問婦」の存在が「女性の戦時救護活動」の一つとして認知される状況にはない。